# Wilków Drugi
Wilków Drugi – wieś sołecka w Polsce położona w województwie mazowieckim, w powiecie grójeckim, w gminie Błędów.
| SIMC    | Nazwa         | Rodzaj  |
| ------- | ------------- | ------- |
| 0615262 | Wilków Trzeci | kolonia |

W latach 1975–1998 miejscowość należała administracyjnie do województwa radomskiego.
W miejscowości znajduje się dwór z przełomu XIX i XX wieku.